# Абраменко Володимир Григорович
Абраменко Володимир Григорович (11 липня 1934, Донецьк, Україна — 24 грудня 2012, там само) — український тренер (легка атлетика). Заслужений тренер України (1977).

## Навчання
Закінчив Сталінський технікум фізичної культури (1953), Кам'янець-Подільський педагогічний інститут (1959).
Чемпіон України зі спортивної ходьби на 50 км.

## Тренер
Працював тренером ДЮСШ (м. Новоселиця Чернівецької області, 1956—1958 роки), ДЮСШ міськвиконкому (1961—1972 рр.) та Вищої школи спортивної майстерності (1972—2000 рр.; обидві — м. Донецьк).

### Вихованці
- С. Мельников, В. Нагайник, В. Архипенко, А. Шевчук, О. Міщенко.